# Langya henipavirus
Il Langya henipavirus (LayV), noto anche come virus Langya, è una specie di henipavirus rilevata per la prima volta nelle province cinesi di Shandong e Henan, alla fine del 2018, ma è stato formalmente identificato dagli scienziati solamente nell'agosto del 2022. Il nome del virus in cinese (瑯琊病毒 Lángyá bìngdú) si riferisce al monte Langya.
Gli henipavirus possono causare gravi malattie negli animali e nell’uomo e sono classificati con un livello di biosicurezza 4, ovvero con tassi di mortalità compresi tra il 40 e il 75%. Il Langya henipavirus colpisce diverse specie tra cui umani, è stato trovato nel 2% delle capre domestiche e nel 5% dei cani, e il suo presunto ospite abituale è il toporagno.

## Storia
È stato riscontrato in 35 pazienti dal 2018 ad agosto 2022. Tutti tranne 9 dei 35 casi in Cina sono stati infettati solamente dal LayV, i sintomi prevalenti presentati sono: febbre, affaticamento, tosse, perdita di appetito e dolori muscolari. I 35 casi non erano in contatto tra loro e non è noto, all'agosto 2022 se il virus è in grado di trasmettersi da uomo a uomo. All'agosto 2022 non sono stati segnalati decessi dovuti al LayV.
Il Centro di Taiwan per il controllo delle malattie ha affermato che stabiliranno un metodo di test dell'acido nucleico per identificare il virus e rafforzare la sorveglianza.
Il LayV è più strettamente correlato al Mojiang virus, che è stato scoperto nel sud della Cina.

## Virologia
IL LayV è un Virus a RNA del Gruppo V - virus a RNA a singolo filamento negativo; appartiene alla famiglia dei Paramyxoviridae, della quale fanno parte gli henipavirus come sottofamiglia degli Orthoparamyxovirinae.